# Chrostosoma guianensis
Chrostosoma guianensis là một loài bướm đêm thuộc phân họ Arctiinae, họ Erebidae.